# عنيبس
قرية عنيبس هي إحدى القرى التابعة لمركز جهينة بمحافظة سوهاج في جمهورية مصر العربية. حسب إحصاءات سنة 2006، بلغ إجمالي السكان في عنيبس 27131 نسمة، منهم 14464 رجل و12667 امرأة.